# Emmanuel Mouret

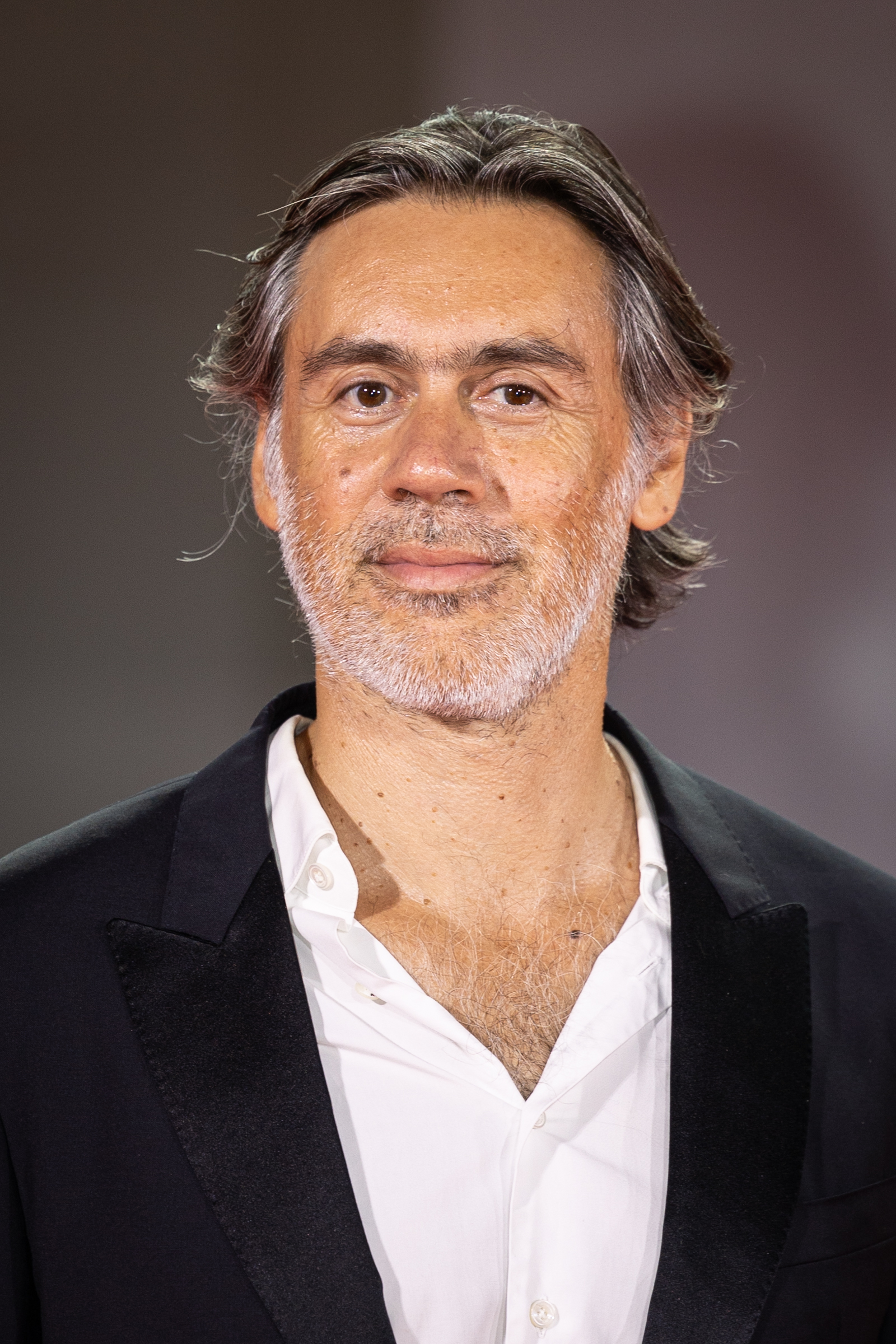
Emmanuel Mouret (2024)

Emmanuel Mouret (* 30. Juni 1970 in Marseille) ist ein französischer Regisseur,  Drehbuchautor und Schauspieler.

## Leben
Emmanuel Mouret wuchs am Boulevard de la Libération im Stadtzentrum von Marseille auf. Sein Großvater betrieb dort ein Geschäft für religiöse Goldschmiedekunst, sein Vater betätigte sich als Kunst- und Antiquitätenhändler. Nach seinem Baccalauréat in Naturwissenschaften am Lycée Thiers zog Mouret nach Paris. Dort erhielt er Schauspielunterricht, übernahm Gelegenheitsjobs beim Film und begann schließlich ein Studium an der Filmhochschule La fémis, wo er erste Kurzfilme realisierte und 1998 mit dem Mittellangfilm Lauf doch einfach nackt rum seinen Abschluss machte. Wie bei vielen seiner Filme übernahm er in seinem ersten Langfilm, der Filmkomödie Laissons Lucie faire! (2000), neben Regie und Drehbuch auch die männliche Hauptrolle. An der Seite von Marie Gillain spielte er dabei einen jungen ungeschickten Mann, der sich zum Geheimagenten ausbilden lässt. Sein nächstes Projekt Venus und Fleur über zwei junge Frauen auf der Suche nach dem idealen Mann, das er erst vier Jahre später realisieren konnte, wurde 2004 bei den 57. Internationalen Filmfestspielen von Cannes im Rahmen der „Quinzaine des Réalisateurs“ gezeigt. In dieser Nebenreihe der Filmfestspiele von Cannes wurde 2006 auch seine Filmkomödie Tapetenwechsel vorgestellt.
Es folgte seine romantische Filmkomödie Küss mich bitte!, die 2007 innerhalb der Filmreihe „Giornate degli Autori – Venice Days“ bei den 64. Internationalen Filmfestspielen von Venedig uraufgeführt wurde und in der er neben Virginie Ledoyen abermals auch die männliche Hauptrolle innehatte. Für die Regie von Küss mich bitte! wurde Mouret beim Festival du film de Cabourg mit dem Swann d’Or ausgezeichnet. Auch für seine nächste Komödie Betrüg mich! (2009) mit Judith Godrèche, Déborah François und Frédérique Bel stand Mouret sowohl vor als auch hinter der Kamera. Godrèche und Bel besetzte er später auch in seinem Episodenfilm Die Kunst zu lieben aus dem Jahr 2011, der auf dem Locarno Film Festival seine Premiere feierte und beim Montreal World Film Festival mit dem Preis für das beste Drehbuch prämiert wurde. Sein Film Ein ganz anderes Leben über eine Pianistin (Jasmine Trinca), die in eine Lebenskrise stürzt und sich dabei in einen einfachen Elektriker (Joeystarr) verliebt, lief 2013 in Locarno im Wettbewerb um den Goldenen Leoparden. Seine Liebeskomödie Caprice, in der er neben Virginie Efira, Laurent Stocker und Anaïs Demoustier in der Titelrolle auch zu den vier Hauptdarstellern zählte, wurde 2015 beim Festival du film de Cabourg als bester Film mit dem Swann d’or ausgezeichnet.
Mit dem im 18. Jahrhundert spielenden Kostümfilm Der Preis der Versuchung (2018) verfilmte Mouret als Nächstes eine Episode aus dem Roman Jacques der Fatalist und sein Herr von Denis Diderot. Der Film, in dem eine vermögende Witwe, gespielt von Cécile de France, sich an ihrem ehemaligen Liebhaber (Édouard Baer) für dessen Treulosigkeit zu rächen versucht, erhielt sechs Nominierungen für den César – Mouret war dabei in der Kategorie Bestes adaptiertes Drehbuch erstmals für den französischen Filmpreis nominiert – und vier Nominierungen für den Prix Lumière, unter anderem in den Kategorien Bester Film und Bestes Drehbuch.
Mourets im Jahr 2020 veröffentlichtes Beziehungsdrama Leichter gesagt als getan mit Camélia Jordana und Niels Schneider in den Hauptrollen wurde 2021 mit dem Prix Lumière als bester Film prämiert und mit insgesamt 13 Nominierungen für den César bedacht, erhielt aber nur einen Preis für die beste Nebendarstellerin (Émilie Dequenne). Sein elfter Spielfilm Chronique d’une liaison passagère kam 2022 in die französischen Kinos.
Im Jahr 2024 wurde seine Tragikomödie Trois amies mit Camille Cottin, Sara Forestier und India Hair in den Titelrollen in den Hauptwettbewerb des Filmfestivals von Venedig eingeladen.

## Filmografie (Auswahl)
Als Regisseur und Drehbuchautor
- 1999: Lauf doch einfach nackt rum (Promène-toi donc tout nu!)
- 2000: Laissons Lucie faire!
- 2004: Venus und Fleur (Vénus et Fleur)
- 2006: Tapetenwechsel (Changement d’adresse)
- 2007: Küss mich bitte! (Un baiser s’il vous plaît)
- 2009: Betrüg mich! (Fais-moi plaisir!)
- 2011: Die Kunst zu lieben (L’art d’aimer)
- 2013: Ein ganz anderes Leben (Une autre vie)
- 2015: Caprice
- 2018: Der Preis der Versuchung (Mademoiselle de Joncquières)
- 2020: Leichter gesagt als getan (Les choses qu’on dit, les choses qu’on fait)
- 2022: Tagebuch einer Pariser Affäre (Chronique d’une liaison passagère)
- 2024: Trois amies

Als Darsteller
- 1999: Lauf doch einfach nackt rum (Promène-toi donc tout nu!)
- 2000: Laissons Lucie faire!
- 2004: Venus und Fleur (Vénus et Fleur)
- 2006: Tapetenwechsel (Changement d’adresse)
- 2007: Küss mich bitte! (Un baiser s’il vous plaît)
- 2008: Das Büro Gottes (Les bureaux de Dieu)
- 2009: Betrüg mich! (Fais-moi plaisir!)
- 2011: Die Kunst zu lieben (L’art d’aimer)
- 2015: Caprice
- 2018: 7 Miljardi Gadu Pirms Pasaules Gala

## Auszeichnungen (Auswahl)
- 2006: Nominierung für den CICAE-Preis bei den Internationalen Filmfestspielen von Cannes für Tapetenwechsel
- 2006: Nominierung für den Tokyo Sakura Grand Prix beim Tokyo International Film Festival für Tapetenwechsel
- 2008: Swann d’Or in der Kategorie Beste Regie beim Festival du film de Cabourg für Küss mich bitte!
- 2011: Preis in der Kategorie Bestes Drehbuch und Nominierung für den Grand Prix of the Americas beim Montreal World Film Festival für Die Kunst zu lieben
- 2011: Foreign Press Award beim Filmfest Hamburg für Die Kunst zu lieben
- 2013: Nominierung für den Goldenen Leoparden beim Locarno Film Festival für Ein ganz anderes Leben
- 2017: Officier de l’Ordre des Arts et des Lettres (Offizierskreuz des Ordens der Künste und der Literatur)[7]
- 2018: Nominierung für den Louis-Delluc-Preis in der Kategorie Bester Film für Der Preis der Versuchung
- 2019: Nominierung für den César in der Kategorie Bestes adaptiertes Drehbuch für Der Preis der Versuchung
- 2019: Nominierungen für den Prix Lumière in den Kategorien Bester Film und Bestes Drehbuch für Der Preis der Versuchung
- 2019: Nominierung für den Globe de Cristal in der Kategorie Bester Film für Der Preis der Versuchung
- 2021: Prix Lumière in der Kategorie Bester Film und Nominierungen in den Kategorien Beste Regie und Bestes Drehbuch für Leichter gesagt als getan
- 2021: Nominierungen für den César in den Kategorien Bester Film, Beste Regie und Bestes Originaldrehbuch für Leichter gesagt als getan